# La madre (film 2013)
La madre (Mama) è un film del 2013 diretto da Andy Muschietti.
Pellicola horror prodotta da Guillermo del Toro, che ha per protagonista Jessica Chastain, tratta direttamente da Mamà, cortometraggio in lingua spagnola del 2008 scritto e diretto da Andy Muschietti, presentato ufficialmente dallo stesso del Toro in un apposito video a poche settimane dall'uscita italiana del film.

## Trama
Jeffrey, un padre separato, uccide la moglie e rapisce le figlie Victoria e Lily, scappando con loro e finendo in un bosco. Girovagando senza meta incappano in una vecchia casa disabitata dove intende uccidere le figlie, ma prima che lo faccia viene sopraffatto da una misteriosa creatura. Fattasi notte, le due bambine cominciano a patire la fame, ma improvvisamente due ciliegie rotolano ai loro piedi. Poco lontano nel corridoio, un'ombra alta le osserva mentre mangiano.
Cinque anni dopo, le due bambine vengono ritrovate vive da un paio di uomini ingaggiati da Lucas, fratello di Jeffrey. Egli riesce ad ottenere l'affidamento delle nipoti, aiutato dal dottor Dreyfuss, uno psicologo che studia il caso delle bambine e che interroga ripetutamente Victoria per capire come siano sopravvissute per cinque anni da sole. Victoria afferma che sono state accudite dalla "Madre": inizialmente Dreyfuss pensa che la bambina soffra di personalità multiple, ma in seguito collega un racconto fattole da Victoria alla storia di Edith, una donna che alla fine dell'800 scappò da un ospedale psichiatrico per riprendersi il figlio neonato, gettandosi poi da una rupe con esso. Nel frattempo la creatura si manifesta nella casa di Lucas e la sua compagna Annabel con fenomeni sempre più inquietanti: una notte, mentre Lucas controlla dei rumori provenienti dal piano di sotto, viene spinto sulla scala dalla creatura, finendo in coma. Annabel resta da sola con le bambine, ma mentre riesce a instaurare un rapporto con Victoria, Lily è ancora fredda con lei.
Dreyfuss allora intuisce che lo spirito di Edith è proprio la "Madre", inquieto perché anche se il figlio morì durante la caduta, lei continua a cercarlo; Dreyfuss ottiene i resti riesumati del figlio e si dirige nella casa del bosco per affrontare la "Madre", ma viene ucciso da essa. Annabel, non riuscendo a contattare il dottore, si reca nel suo studio e trafuga tutte le ricerche del medico, ricostruendo la storia di Edith.
La "Madre" intanto diventa gelosa di Annabel e la stordisce, rapendo le bambine. Ripresasi, Annabel prende i resti del figlio di Edith e si dirige nel bosco, dando appuntamento a Lucas che nel frattempo è appena uscito dall'ospedale: i due raggiungono la casa e quindi la rupe lì vicino da dove Edith si gettò e da dove ora intende gettarsi con le bambine. Annabel consegna alla "Madre" il corpo del figlio e lo spirito sembra placarsi, ma poi Lily la chiama e la "Madre" ritorna uno spirito furioso, che aggredisce Lucas e Annabel. Quest'ultima non si arrende, cerca strenuamente di trattenere Victoria, che lascia andare la "Madre", mentre Lily, felice di seguirla, si getta dalla rupe con Edith. Victoria, osservando il cielo, vede una farfalla, simile a quelle che si presentavano prima e dopo la comparsa di "Madre", e l'identifica come Lily.

## Distribuzione
Il primo trailer del film viene pubblicato il 13 settembre 2012. Inizialmente programmato nelle sale per il mese di ottobre 2012, il film viene rinviato e distribuito nelle sale cinematografiche statunitensi a partire dal 18 gennaio 2013. In Italia, la pellicola è stata distribuita dalla Universal Pictures il 21 marzo 2013 e la visione è stata vietata ai minori di quattordici anni.

## Riconoscimenti
- 2014 - Saturn Award
  - Candidatura per il miglior film horror
- 2013 - Festival internazionale del film fantastico di Gérardmer
  - Gran Premio
  - Premio della giuria giovane
  - Premio del pubblico
- 2014 - MTV Movie Awards
  - Candidatura per la performance più terrorizzante a Jessica Chastain